# Dave Schram
 (octobre 2018).
Si vous disposez d'ouvrages ou d'articles de référence ou si vous connaissez des sites web de qualité traitant du thème abordé ici, merci de compléter l'article en donnant les références utiles à sa vérifiabilité et en les liant à la section « Notes et références ».
Pour les articles homonymes, voir Schram.
Dave Schram, né le 23 août 1958 à Nieuwer-Amstel, est un réalisateur, producteur et scénariste néerlandais.

## Vie privée
Il est l'époux de la réalisatrice Maria Peters et le père de la réalisatrice-actrice Tessa Schram et de l'acteur Quinten Schram.

## Filmographie

### Producteur et scénariste
- 1992 : Daens de Stijn Coninx[2]
- 1992 : Transit de Eddy Terstall[3]
- 1995 : The Purse Snatcher (en) de Maria Peters[4]
- 1997 : Lovely Liza (nl) de Maria Peters[5]
- 1998 : À la recherche du passé de Jeroen Krabbé[6]
- 1998 : Een echte hond de Maria Peters[7]
- 1999 : Un gamin de Maria Peters[8]
- 2002 : Peter Bell de Maria Peters[9]
- 2007 : Kapitein Rob en het Geheim van Professor Lupardi (en) de Hans Pos[10]
- 2011 : Sonny Boy de Maria Peters[11]
- 2011 : De eerste snee (nl) de Tallulah H. Schwab[12]
- 2012 : Mike dans tous ses états de Maria Peters[13]
- 2012 : Cop vs Killer (nl) de Simon de Waal et Hans Pos[14]
- 2014 : Painkillers (nl) de Tessa Schram[15]
- 2014 : Freeze de Maria Peters
- 2015 : The Little Gangster (en) de Arne Toonen[16]
- 2016 : Kappen! (nl) de Maria Peters[17]

### Réalisateur
- 1981 : Tussen de regels (nl)
- 2007 : Timboektoe (nl)[18]
- 2008 : Esperate[19]
- 2009 : Lover of loser (nl)[20]
- 2009 : Gewoon geluk
- 2011 : Furious[21]
- 2013 : Spijt![22]